# Vérten Orsolya
Vérten Orsolya (Budapest, 1982. július 22. –) volt magyar válogatott kézilabdázó, a Győri Audi ETO KC és a FTC-Rail Cargo Hungaria korábbi balszélsője.

## Pályafutása
Gyermekkorában több sportot is kipróbált, míg végleg a kézilabdázást választotta. A Vasas SC-ben kezdett kézilabdázni, itt lett felnőtt játékos 1999-ben, és 2001-ig itt játszott. Megjárta a korosztályos válogatottakat, a legnagyobb sikert a 2001-es Magyarországon rendezett junior világbajnokságon érte el, ahol ezüstérmet nyert a csapattal. 2002 és 2012 között a Győri ETO KC színeiben kézilabdázott. 2012 tavaszán a Ferencvárosi TC női kézilabda szakosztályához szerződött. A Magyar Kézilabda Szövetség 2008-ban és 2009-ben az Év kézilabdázója címmel tüntette ki.
2002-ben lett először válogatott, abban az évben tagja volt az Európa Bajnokságon ötödik helyezett csapatnak. Olimpián eddig egyszer, a 2008-as pekingin vett részt, ahol a negyedik helyet szerezte meg a válogatott, őt pedig beválasztották az all-star csapatba.
2012 óta edzői képesítéssel is rendelkezik, melyet játékosi pályafutása után az utánpótlás-nevelésben kíván hasznosítani.
Jelenleg az Ferencvárosi Torna Club utánpótlásedzője.

## Sikerei

### Klubcsapatban
- EHF-bajnokok ligája: ezüstérmes: 2009
  - elődöntős: 2007, 2008, 2010, 2011
- EHF-kupagyőztesek Európa-kupája: ezüstérmes: 2006
  - elődöntős: 2003
- EHF-kupa: ezüstérmes: 2002, 2004, 2005
- Magyar bajnokság: 8-szoros győztes: 2005, 2006, 2008, 2009, 2010, 2011,2012, 2015
  - 2. helyezett: 2004, 2007, 2013, 2014
  - 3. helyezett: 2002, 2003
- Magyar kézilabdakupa: 8-szoros győztes: 2005, 2006, 2007, 2008, 2009, 2010, 2011,2012
  - döntős: 2002, 2004, 2013, 2014, 2015

### Válogatottban
- Junior világbajnokság: ezüstérmes: 2001
- Kézilabda-világbajnokság: bronzérmes: 2005
- Európa-bajnokság: bronzérmes 2012

## Díjai, elismerései
- Az év magyar kézilabdázója (2008, 2009)
- Magyar Köztársasági Ezüst Érdemkereszt (2008)